# Chemieunterricht

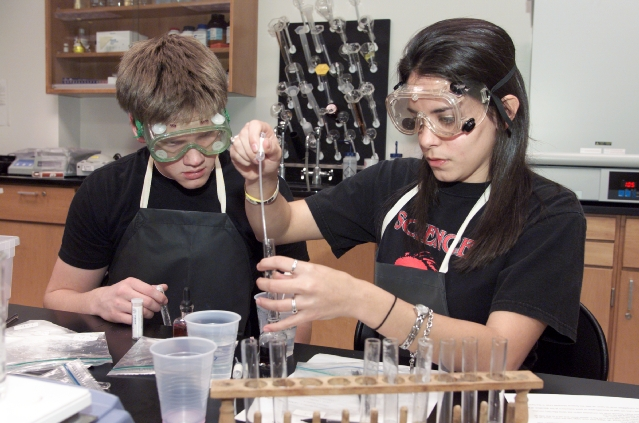
Entdeckendes Lernen – Experimentalunterricht im Fach Chemie

Im Chemieunterricht sollen Schüler dazu angeleitet werden, Stoffe, Stoffeigenschaften und Stoffumwandlungen zu entdecken, zu untersuchen und ihre Untersuchungsergebnisse auf neue Problemstellungen anzuwenden

Chemieunterricht ist die Unterrichtung im naturwissenschaftlichen Schulfach Chemie in Schulen und Bildungseinrichtungen. Hier werden die Inhalte der Chemie für den Unterricht nach den Regeln der Didaktik und Fachdidaktik des Schulfaches Chemie für Schule, Aus- und Weiterbildung aufbereitet, gelehrt und gelernt (vgl. unter Chemiedidaktik).

Der Chemieunterricht in der Berufsschule unterscheidet sich vom allgemeinbildenden Unterricht in Chemie insbesondere dadurch, dass berufsspezifische Techniken und Fähigkeiten vermittelt und eingeübt werden.

## Motivation für den Chemieunterricht an der Schule
Unser Alltag lässt sich ohne Kenntnis elementarer naturwissenschaftlicher Zusammenhänge nur lückenhaft verstehen. Die Entwicklung und die Erforschung von industriellen Produktionsverfahren, die mathematische und naturwissenschaftliche Kenntnisse nutzen, führten in der Geschichte und auch heute zu weitreichenden Veränderungen (zum Beispiel industrielle Revolution, moderne Kommunikationstechnologie). Darüber hinaus bilden sich aus unseren Alltagsbeobachtungen und der Alltagssprache erste Vorstellungen zur Erklärung chemischer Phänomene (Eisen rostet, Kerzen brennen vollständig ab, Wasser verdampft). Das sind sogenannte chemische Präkonzepte, aber meist stimmen diese nicht mit der naturwissenschaftlichen Sichtweise überein. Der Chemieunterricht sollte sie daher berücksichtigen und widerlegen, so dass die Lernenden zu Vorstellungen über chemische Phänomene gelangen, die der naturwissenschaftlichen Sichtweise entsprechen.
Es ist Aufgabe des Chemieunterrichts, einen Einblick in stoffliche Zusammensetzung und in Vorgänge der Natur zu geben. Stoffumwandlungen in der belebten und unbelebten Natur beruhen ebenfalls auf chemischen Reaktionen und sollten als solche erkannt werden können. Ebenso sollte aus der Vermittlung naturwissenschaftlicher Erkenntnisse Verständnis für die moderne Technik und eine positive Einstellung dazu aufgebaut werden, da doch gerade die Chemie durch Einführung neuer Produkte einen wesentlichen Beitrag zur Verbesserung der Lebensbedingungen des Menschen geleistet hat.
Auch den Zugang zu philosophischen Fragestellungen, wie etwa der Herkunft des Menschen, bzw. der Entstehung des Universums kann die Chemie erleichtern (siehe dazu zum Beispiel Vis-vitalis-Hypothese).
Es werden aber auch die mit der Anwendung verbundenen Probleme erörtert und mit Hilfe des erworbenen fachlichen Grundwissens gegebenenfalls kritisiert. Dabei ist wichtig, dass die Chemie nicht nur Umwelt-Probleme verursachen, sondern auch zu deren Lösung beitragen kann. Neben naturwissenschaftlichen Methoden sollen auch Modellvorstellungen vom Aufbau der Materie aufgebaut werden.

## Unterrichtsinhalte, Themen, Kompetenzen und Sicherheit

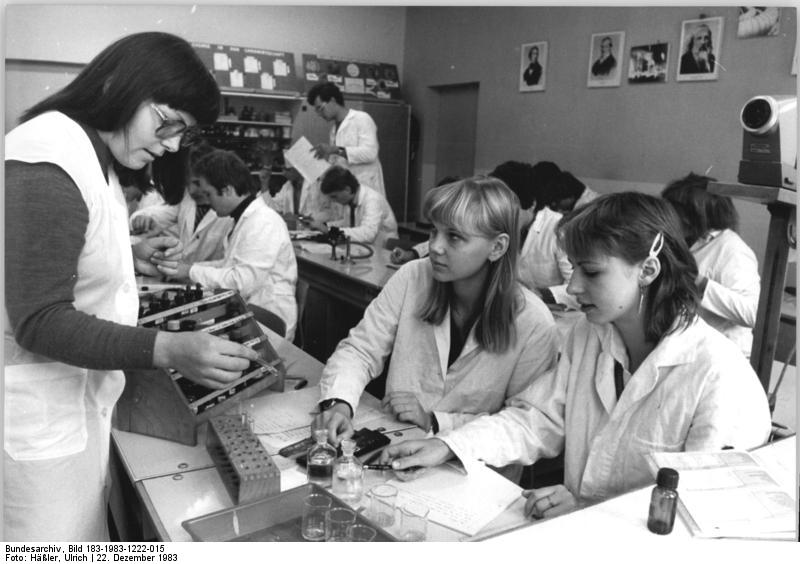
Chemieunterricht in einer Berufsschule (22. Dezember 1983)

Die Verteilung des Stoffes auf die Schuljahre ist in den verschiedenen Ländern und Bundesländern unterschiedlich geregelt. Deshalb ist diese Übersicht (Sekundarstufe I) sehr allgemein gehalten.
- Bei der Einführung in die Chemie sollen die Schüler nicht nur grundlegende Experimentierkenntnisse, wie auch den Umgang mit Bunsenbrenner und Gefahrenstoffen, erwerben, sondern auch verstehen, womit sich die Chemie beschäftigt.
- Stoffe und ihre Eigenschaften sollen eine Grundlage legen: Stoffe, die im Alltag verwendet werden, sollen kennengelernt und in Experimenten untersucht werden, deren grundlegende Eigenschaften sollen bekannt sein (zum Beispiel Salze, Säuren, Metalle und Nichtmetalle …) sowie deren Einteilung in Stoffgruppen.
- Stoffgemische und Reinstoffe: Die Schüler lernen, dass Stoffgemische durch physikalische Methoden (Trennmethoden, Stofftrennverfahren, Separationstechniken) auf Grund ihrer Stoffeigenschaften getrennt werden können (Destillieren, Dekantieren, Filtrieren, Sieben, Sublimieren, …).

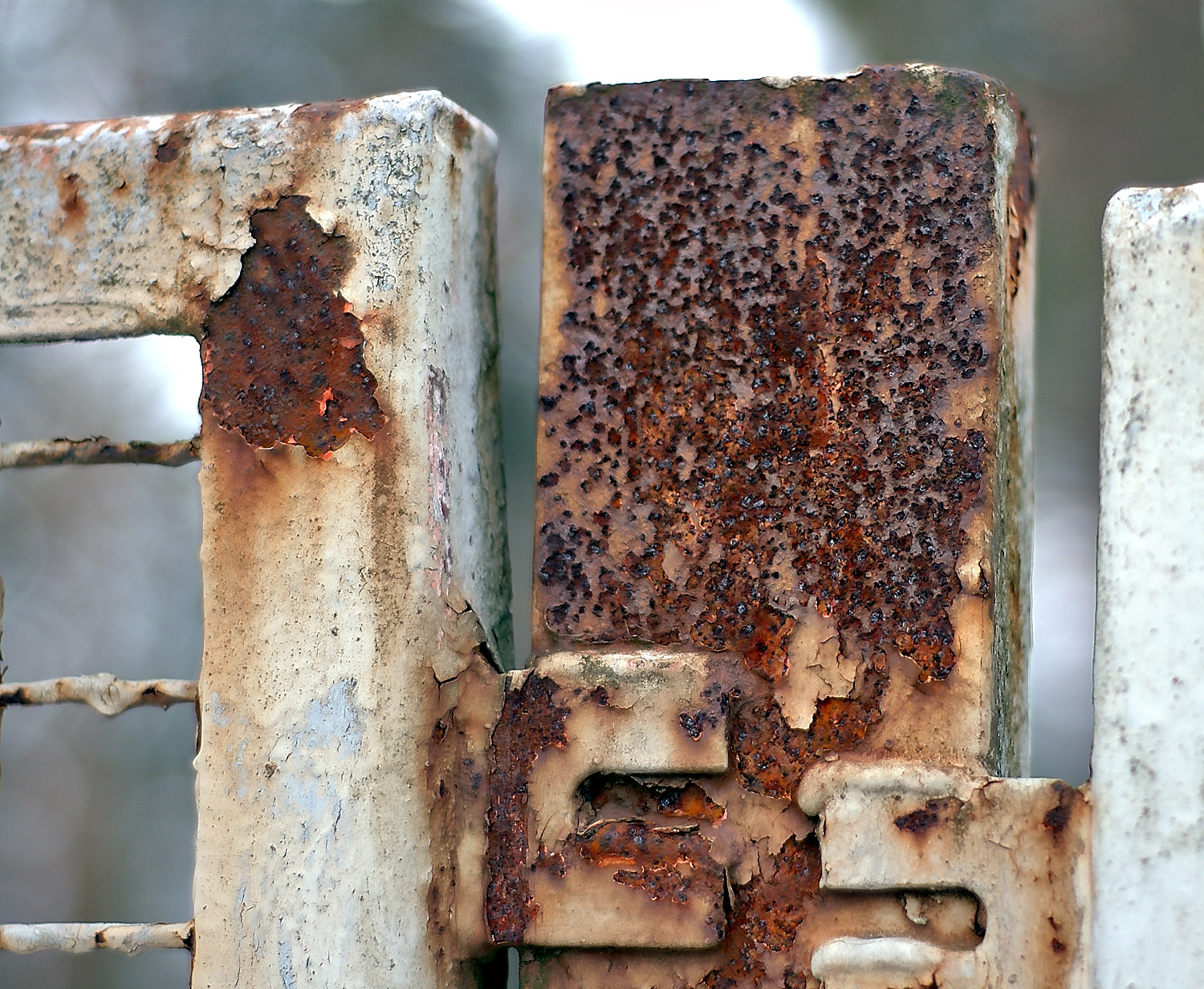
Die Rostbildung (Korrosion) als eine im Schüleralltag erfahrbare, langsame chemische Reaktion: Sauerstoff und Wasser (Feuchtigkeit) oxidieren Eisen

- Die chemische Reaktion wird an Beispielen der Synthese und Analyse und Umsetzung von Verbindungen vorgestellt.
- Das Periodensystem der Elemente verhilft den Schülern zu einem Überblick über die Elemente und ihre Eigenschaften. Sie lernen, aus dem Periodensystem Informationen über deren physikalische Eigenschaften und chemisches Verhalten herauszulesen.
- Einfache Stoffchemie behandelt beispielsweise Sauerstoff, Wasserstoff, Alkalimetalle und Erdalkalimetalle sowie Halogene.
- Mit quantitativen Beziehungen werden den Schülern wichtige Gesetze der Chemie bzw. mathematische Verknüpfungen zwischen Größen wie Masse, Volumen und Stoffmenge vermittelt.
- Donator-Akzeptor-Konzepte wie die Brönsted'sche Säure-Base-Theorie (Säuren = Protonendonatoren, Basen = Protonenakzeptoren) und Redoxreaktionen (Oxidation = Elektronenabgabe, Reduktion = Elektronenaufnahme) helfen, die Vielfalt an chemischen Reaktionen zu verstehen, zu sortieren und schließlich vorauszusagen.
- Einführung in die organische Chemie: Hierbei werden einfache Kohlenwasserstoffe, Alkohole und organische Säuren (Carbonsäuren) behandelt. Je nach Schwerpunktsetzung können außerdem Grundlagen über Fette und Seifen, Kohlenhydrate oder Kunststoffe vermittelt werden.

In der Sekundarstufe II werden in der Regel zusätzlich folgende Themen behandelt:
- Geschwindigkeit chemischer Reaktionen und chemisches Gleichgewicht
- Energetik: Thermodynamik (Reaktionsenthalpie, Satz von Hess, freie Reaktionsenthalpie)
- Elektrochemie und chemische Energiegewinnung (Elektrolyse, Spannungsreihe, galvanische Zellen, Batterien und Akkumulatoren)
- Analytische Verfahren (analytische Chemie) zur Konzentrationsbestimmung (einfache Titrationen, zum Beispiel Säure-Base-Titrationen)
- Organische Chemie: Bedeutung von funktionellen Gruppen, Reaktionstypen bzw. einfache Reaktionsmechanismen, Aromatenchemie
- organische Verbindungen mit Alltagsrelevanz: z. B. Farbstoffe, Kunststoffe, Tenside

Für einen funktionierenden, ordnungsgemäßen Chemieunterricht müssen in öffentlichen Schulen modern ausgestattete Chemieräume und eine Chemiesammlung vorgehalten werden, für deren materielle und finanzielle Ausgestaltung durch den jeweils zuständigen Schulträger schriftliche Empfehlungen vorhanden sind. Auch müssen die Lehrkräfte experimentelle Fertigkeiten beherrschen, um Experimente in den eigenen Unterricht integrieren zu können. Denn das Interesse der Lernenden kann bspw. durch einen interessanten und anschaulichen Experimentalunterricht geweckt werden. Zur Gewährleistung eines sicheren, ordentlichen Betriebs muss die Schulleitung eine fachkundige Lehrkraft beauftragen, die in der Lage ist, die Bestimmungen der Richtlinie zur Sicherheit im Unterricht (RiSU) anzuwenden und umzusetzen. Dabei hilft die Deutsche Gesetzliche Unfallversicherung (DGUV) u. a. durch die Website „Sichere Schule“ und durch das Sicherheitstool DeGINTU, mit dem interaktive Gefährdungsbeurteilungen und ein Chemikalienkataster erstellt werden können.
Im Chemie- und NaWi-Unterricht müssen grundsätzliche Sicherheitsstandards eingehalten werden. Diese werden in Deutschland durch die RiSU geregelt. Gefährdungen können z. B. mit dem Programm DeGINTU beurteilt werden. Unfälle, die auf Verstöße gegen die Sicherheitsstandards zurückzuführen sind, können dienstrechtlich und/oder gerichtlich geahnet werden.
Für Fort- und Weiterbildungen engagiert sich innerhalb der GDCh die Fachgruppe Chemieunterricht sowie die Gesellschaft für Didaktik der Chemie und Physik (GDCP) und der Verband zur Förderung des MINT-Unterrichts (MNU). Zeitschriften für den Chemieunterricht sind z. B. Chemkon, Naturwissenschaften im Unterricht – Chemie und Chemie in unserer Zeit.

## Unterrichtswerke
Beispiele für Schulbücher, Literatur im und zum Chemieunterricht:
- Bäurle u. a.: Prisma Chemie 7–10, Ausgabe A; Klett-Verlag, Stuttgart; 1. Aufl. (2006); ISBN 3-12-068560-7 (allgemeine Ausgabe für den Chemieunterricht in der Realschule Klasse 7–10, Ausgabe B hierzu: ISBN 978-3-12-068550-0; es existieren für den Lehrplan jedes Bundeslandes eigene Ausgaben, Beispiele: Prisma Chemie 7/8, Ausgabe Nordrhein-Westfalen (2007); ISBN 3-12-068500-3, Prisma NWA/Chemie 4/5, Ausgabe Baden-Württemberg (2005); ISBN 3-12-068535-6 u. a.)
- Asselborn, Jäckel u. a.: Chemie heute – Sekundarbereich II; Schroedel-Verlag, Hannover (1998); ISBN 3-507-10630-2 und Folgeauflagen (Für den Chemieunterricht am Gymnasium, ab Kl. 11)
- Amann, Eisner u. a.: elemente chemie II; Klett-Verlag, Stuttgart (1991); ISBN 3-12-759800-9 und Folgeauflagen (Ebenfalls für den Chemieunterricht an Gymnasien, ab Kl. 11)
- Wächter, Michael: Laborpraktikum Anorganisch-analytische Chemie LAC, epubli; ISBN farbig 9783750270077, schwarzweiß: ISBN 9783754924761 (Einführung in die Laborpraxis, für Chemiestudiums-Erstsemester an Unis und FHs, auch für Auszubildende zum Chemisch-technischen Assistenten CTA, Chemielaborant usw. an der Berufsschule)
- Ignatowitz, Haering: Chemie für Schule und Beruf, Europa-Lehrmittel, Haan-Gruiten; ISBN 3-8085-7054-7 (Für den einführenden Chemieunterricht an der Berufsschule, Chemie als allgemeinbildendes Fach)
- Brackmann, Peter, Grote-Wolff, Astrid u. a.: Fachwissen Chemie 1: Kernqualifikationen für Laborberufe, Europa-Verlag, Haan-Gruiten 2011, 1. Aufl.; ISBN 978-3-8085-6991-7 (Für Auszubildende zum Chemielaboranten u. ähnl. Laborberufe)
- Eckhardt, S., Gottwald, W., Stieglitz, B.: 1 × 1 der Laborpraxis. Prozessorientierte Labortechnik für Studium und Berufsbildung, wiley-VCH, Weinheim 2007, ISBN 978-3-527-31657-1 (Einführung in Laborpraxis für Chemielaboranten-Ausbildung)
- Brink, Fastert, Ignatowitz: Technische Mathematik und Datenauswertung für Laborberufe; Europa-Lehrmittel, Haan-Gruiten; 1. Aufl. (2002); ISBN 3-8085-7171-3 (Für den Chemieunterricht an der Berufsschule, Stöchiometrie / Fachrechnen Chemie, für Chemieberufe)
- Wächter: Stoffe, Teilchen, Reaktionen, epubli; ISBN 978-3-7531-4439-9 (farbig), ISBN 978-3-7531-3855-8 (s/w.) (Band 1 der Reihe „Chemie im Distanzunterricht“ – selbsterklärende Lernhilfen, auch für den berufsbildenden Chemieunterricht geeignet)
- Dehnert, Jäckel u. a.: Allgemeine Chemie; Schroedel-Verlag, Hannover (1997), ISBN 3-507-10611-6 (Für Gymnasien und Berufsschulen, ab Kl. 11, Ergänzungsband: Organische Chemie, ISBN 3-507-10612-4)
- Wächter, Michael: Fachbegriffe der Chemie. Definitionen, Grundwissen und Erklärungen zum Nachschlagen und Lernen in Schulen und Homeschooling, epubli; ISBN 978-3-753172-14-9, als E-Book: ISBN 978-3-7541-8290-1 (Datensammlung zum Gebrauch im Chemieunterricht und der berufsbildenden Ausbildung)